# Dike Basket Napoli 2015-2016
Questa voce raccoglie le informazioni riguardanti la Dike Basket Napoli nelle competizioni ufficiali della stagione 2015-2016.

## Stagione
La stagione 2015-2016 della Dike Basket Napoli, sponsorizzata  Saces Mapei Givova (quest'ultima anche sponsor tecnico), è la seconda che disputa in Serie A1 femminile.
La squadra partecipa all'EuroCup femminile.
L'apertura del campionato di Serie A1 (Opening day) è stato ospitato il 3 e 4 settembre dalla squadra napoletana al PalaVesuvio.

## Verdetti stagionali
Competizioni nazionali
- Serie A1:

stagione regolare: 8º posto su 14 squadre (12-14);
play-off: primo turno perso contro Torino (complessivo: 115-119).
Competizioni europee
- EuroCup:

stagione regolare: 2º posto su 4 squadre nel gruppo G (4-2);
sconfitta agli ottavi di finale da Sparta&K Vidnoe (0-2).

## Rosa
|    | Naz.                                    | Ruolo | Sportivo                | Anno | Alt. |  |            |
| -- | --------------------------------------- | ----- | ----------------------- | ---- | ---- |  | ---------- |
| 4  | Italia (bandiera)                       | P     | Claudia Minichino       | 1996 | 170  |  |            |
| 5  | Italia (bandiera)                       | GA    | Martina Fassina         | 1988 | 182  |  |            |
| 6  | Italia (bandiera)                       | P     | Beatrice Carta          | 1992 | 172  |  |            |
| 7  | Italia (bandiera)                       | G     | Emanuela Pompea Moretti | 1997 | 169  |  |            |
| 10 | Italia (bandiera)                       | G     | Roberta Bellotti        | 1998 | 178  |  |            |
| 11 | Canada (bandiera)                       | C     | Natalie Achonwa         | 1992 | 193  |  |            |
| 12 | Italia (bandiera)                       | A     | Carolina Pappalardo     | 1996 | 184  |  |            |
| 14 | Italia (bandiera)                       | G     | Sara Bocchetti          | 1993 | 175  |  | (capitano) |
| 15 | Italia (bandiera)                       | GA    | Silvia Ceccarelli       | 1996 | 182  |  |            |
| 16 | Italia (bandiera)                       | PG    | Chiara Pastore          | 1986 | 178  |  |            |
| 19 | Italia (bandiera)                       | C     | Maria Giuseppone        | 1999 | 185  |  |            |
| 20 | Croazia (bandiera)                      | A     | Jelena Ivezić           | 1984 | 184  |  | [ 5 ]      |
| 22 | Stati Uniti (bandiera)                  | AC    | Cierra Burdick          | 1993 | 188  |  |            |
| 24 | Lituania (bandiera)                     | C     | Gintarė Petronytė       | 1989 | 196  |  |            |
| 25 | Lituania (bandiera) · Italia (bandiera) | A     | Gabrielė Narvičiūtė     | 1990 | 190  |  |            |
| 45 | Stati Uniti (bandiera)                  | G     | Noelle Quinn            | 1985 | 183  |  |            |

## Mercato

### Sessione estiva
Rinnovato il contratto per Sara Bocchetti, Martina Fassina e Gabrielė Narvičiūtė.
| Acquisti | Acquisti            | Acquisti       | Acquisti                 |
| R.       | Nome                | da             | Modalità                 |
| -------- | ------------------- | -------------- | ------------------------ |
| P        | Claudia Minichino   | Bull Latina    | fine prestito            |
| P        | Beatrice Carta      | CUS Cagliari   | definitivo               |
| G        | Roberta Bellotti    | giovanili      | definitivo               |
| C        | Natalie Achonwa     | Indiana Fever  | definitivo               |
| A        | Carolina Pappalardo | Bull Latina    | definitivo               |
| GA       | Silvia Ceccarelli   | Bull Latina    | definitivo               |
| A        | Jelena Ivezić       | Eirene Ragusa  | definitivo (trimestrale) |
| AC       | Cierra Burdick      | Atlanta Dream  | definitivo               |
| C        | Gintarė Petronytė   | Wisła Cracovia | definitivo               |
| G        | Noelle Quinn        | ZVVZ USK Praga | definitivo               |

| Cessioni | Cessioni            | Cessioni        | Cessioni       |
| R.       | Nome                | a               | Modalità       |
| -------- | ------------------- | --------------- | -------------- |
| P        | Ashleigh Fontenette | Reyer Venezia   | fine contratto |
| A        | Mery Andrade        | -               | ritiro         |
| AC       | Grace Gardner       | Aabyhøj IF      | fine contratto |
| C        | Dubravka Dačić      | -               | fine contratto |
| C        | Victoria Macaulay   | Chicago Sky     | fine contratto |
| P        | Erika Striulli      | Giants Marghera | fine contratto |

### Sessione invernale
| Acquisti | Acquisti | Acquisti | Acquisti |
| R.       | Nome     | da       | Modalità |
| -------- | -------- | -------- | -------- |

| Cessioni | Cessioni      | Cessioni | Cessioni       |
| R.       | Nome          | a        | Modalità       |
| -------- | ------------- | -------- | -------------- |
| A        | Jelena Ivezić | -        | fine contratto |

## Risultati

### Campionato

#### Girone di andata
| Napoli 3 ottobre 2015, ore 18:30 CEST 1ª giornata | San Martino | 60 – 71 (16-19; 35-33; 49-55) referto | Dike Napoli | PalaVesuvio |

| Napoli 11 ottobre 2015, ore 18:00 CEST 2ª giornata | Dike Napoli | 79 – 67 (27-25; 41-49; 63-62) referto | Vigarano | PalaVesuvio |

| Parma 18 ottobre 2015, ore 18:00 CEST 3ª giornata | Basket Parma | 82 – 72 (14-13; 36-31; 58-49) referto | Dike Napoli | PalaCiti |

| Schio 25 ottobre 2015, ore 18:00 CET 4ª giornata | Famila Schio | 80 – 47 (23-10; 45-20; 61-34) referto | Dike Napoli | PalaCampagnola |

| Napoli 1º novembre 2015, ore 18:00 CET 5ª giornata | Dike Napoli | 50 – 71 (10-26; 22-36; 31-57) referto | Le Mura Lucca | PalaVesuvio |

| Mestre 8 novembre 2015, ore 18:00 CET 6ª giornata | Reyer Venezia | 81 – 43 (21-16; 48-26; 66-38) referto | Dike Napoli | PalaTaliercio |

| Napoli 14 novembre 2015, ore 20:30 CET 7ª giornata | Dike Napoli | 53 – 65 (14-19; 28-34; 42-47) referto | Eirene Ragusa | PalaVesuvio |

| Umbertide 29 novembre 2015, ore 18:00 CET 8ª giornata | Umbertide | 73 – 67 (18-19; 39-32; 54-42) referto | Dike Napoli | PalaMorandi |

| Arbitri: | Daniele Caruso (Piacenza) Duccio Maschio (Firenze) Riccardo Bianchini (Bagno a Ripoli) |

|                         |          |             |
| Petronytė 31            | Punti    | 21 Anderson |
| Burdick 5               | Assist   | 5 Anderson  |
| Burdick 15 Petronytė 13 | Rimbalzi | 10 Smith    |

| Arbitri: | Valerio Salustri (Roma) Alessandro Buttinelli (Roma) Francesco Meneghini (Thiene) |

|            |          |                                    |
| Ivezić 20  | Punti    | 14 Wicijowski                      |
| Pastore 5  | Assist   | 2 Dietrick, Mancinelli, Wicijowski |
| Burdick 14 | Rimbalzi | 13 Wicijowski                      |

| Arbitri: | Gianluca Gagliardi (Frosinone) Veronica Restuccia (Bologna) Guido Giovannetti (Terni) |

|             |          |                    |
| Prahalis 24 | Punti    | 24 Achonwa         |
| Prahalis 3  | Assist   | 4 Bocchetti, Quinn |
| Milić 14    | Rimbalzi | 11 Achonwa         |

| Arbitri: | Gianfranco Ciaglia (Caserta) Daniela Bellamio (Latina) Michela Padovano (Bari) |

|            |          |         |
| Achonwa 32 | Punti    | 19 Gray |
| Quinn 3    | Assist   | 3 Boyd  |
| Achonwa 15 | Rimbalzi | 13 Gray |

| Sesto San Giovanni 3 gennaio 2016, ore 17:30 CET 13ª giornata | GEAS                                                                                      | 64 – 71 referto | Dike Napoli | PalaCarzaniga\| Arbitri: \| Federico Brindisi (Torino) Valentina Del Monaco (Maddaloni) Saverio Barone (Castel Mella) \| |
| Arbitri:                                                      | Federico Brindisi (Torino) Valentina Del Monaco (Maddaloni) Saverio Barone (Castel Mella) |                 |             | |

#### Girone di ritorno
| Arbitri: | Alberto Scrima (Catanzaro) Pasquale Pecorella (Trani) Michele Capurro (Reggio Calabria) |

|            |          |                     |
| Davis 15   | Punti    | 16 Achonwa, Burdick |
| Gianolla 8 | Assist   |                     |
| Favento 7  | Rimbalzi | 7 Achonwa           |

| Arbitri: | Paolo Lestingi (Anzio) Silvia Marziali (Roma) Alessio Sansone (Aprilia) |

|                           |          |            |
| Tognalini 22 Ostarello 20 | Punti    | 20 Burdick |
| Ostarello 6               | Assist   | 5 Quinn    |
| Ostarello 12 Tognalini 10 | Rimbalzi | 10 Burdick |

| Arbitri: | Roberto Radaelli (Rho) Alessandro Pilati (Zanè) Christian Mottola (Taranto) |

|                       |          |          |
| Petronytė 17 Quinn 16 | Punti    | 19 Clark |
|                       | Assist   | 4 Zara   |
| Burdick 13            | Rimbalzi | 16 Ugoka |

| Arbitri: | Jacopo Pazzaglia (Pesaro) Giampaolo Marota (San Benedetto del Tronto) Giacomo Dori (Mirano) |

|            |          |             |
| Burdick 24 | Punti    | 20 Yacoubou |
| Quinn 3    | Assist   | 6 Sottana   |
| Burdick 11 | Rimbalzi | 8 Anderson  |

| Arbitri: | Alessandro Saraceni (Zola Predosa) Gabriele Gagno (Spresiano) Vito Modesto Stoppa (Ferrara) |

|             |          |                     |
| Pedersen 17 | Punti    | 12 Bocchetti, Quinn |
| Reggiani 4  | Assist   | 2 Pastore, Quinn    |
| Harmon 6    | Rimbalzi | 8 Petronytė         |

| Arbitri: | Angelo Caforio (Brindisi) Veronica Restuccia (Bologna) Umberto Tallon (Bologna) |

|              |          |                          |
| Petronytė 25 | Punti    | 14 Carangelo, Fontenette |
| Quinn 5      | Assist   | 2 C. Dotto               |
| Burdick 15   | Rimbalzi | 6 Růžičková              |

| Arbitri: | Michela Padovano (Ruvo di Puglia) Calogero Cappello (Agrigento) Michele Capurro (Reggio Calabria) |

|            |          |              |
| Brunson 15 | Punti    | 25 Petronytė |
| Brunson 16 | Rimbalzi | 11 Petronytė |

| Arbitri: | Stefano Wassermann (Pordenone) Alex D'Amato (Roma) Christian Mottola (Taranto) |

|                         |          |            |
| Petronytė 26            | Punti    | 22 Meighan |
| Quinn 4                 | Assist   | 4 Milazzo  |
| Burdick 17 Petronytė 15 | Rimbalzi | 8 Tikvić   |

| Moncalieri 13 marzo 2016, ore 18:00 CET 22ª giornata | Pall. Torino | 75 – 66 (17-25; 32-44; 57-52) referto | Dike Napoli | PalaEinaudi |

| Porano 20 marzo 2016, ore 18:00 CET 23ª giornata | Azzurra Orvieto | 47 – 79 (14-19; 27-41; 37-58) referto | Dike Napoli | Palazzetto dello Sport |

| Napoli 25 marzo 2016, ore 18:00 CET 24ª giornata | Dike Napoli | 80 – 54 (14-22; 31-25; 53-40) referto | CUS Cagliari | PalaVesuvio |

| Battipaglia 13 febbraio 2016, ore 20:30 CET 25ª giornata | PB63 Battipaglia | 77 – 65 (30-12; 45-26; 57-49) referto | Dike Napoli | PalaZauli |

| Napoli 10 aprile 2016, ore 18:00 CEST 26ª giornata | Dike Napoli | 85 – 74 (d.1t.s.) (12-23; 27-46; 49-56; 71-71) referto | GEAS | PalaVesuvio |

#### Play-off
| Arbitri: | Chiara Maschietto (Treviso) Luca Maffei (Treviso) Mattia Eugenio Martellosio (Buccinasco) |

|             |          |              |
| Anderson 14 | Punti    | 22 Petronytė |
| Anderson 2  | Assist   | 4 Bocchetti  |
| Smith 11    | Rimbalzi | 16 Petronytė |

| Arbitri: | Angela Rita Castiglione (Palermo) Elena Colazzo (Milano) Claudio Di Toro (Perugia) |

|              |          |                           |
| Petronytė 22 | Punti    | 16 Anderson 15 Smith      |
| Quinn 2      | Assist   | 3 Anderson, Quarta, Smith |
| Petronytė 15 | Rimbalzi | 14 Smith                  |

### EuroCup (Eurocoppa)

#### Regular season: Gruppo G
|    | Squadra            | Pt. | G | V | P | PF  | PS  |
| -- | ------------------ | --- | - | - | - | --- | --- |
| 1. | Diósgyőr Miskolc   | 12  | 6 | 6 | 0 | 451 | 379 |
| 2. | Dike Basket Napoli | 10  | 6 | 4 | 2 | 393 | 372 |
| 3. | VALOSUN Brno       | 8   | 6 | 2 | 4 | 406 | 400 |
| 4. | Orange Blizzards   | 6   | 6 | 0 | 6 | 361 | 460 |

##### Girone di andata
| Arbitri: | Grzegorz Ziemblicki Paulo Marques Alexey Chudin |

|                |          |           |
| Bröring 13     | Punti    | 18 Ivezić |
| L. Bettonvil 2 | Assist   | 6 Quinn   |
| J. Bettonvil 8 | Rimbalzi | 9 Achonwa |

| Arbitri: | Carlos Santos Serkan Emlek Borislav Peltekov |

|              |          |             |
| Petronytė 17 | Punti    | 17 Šujanová |
| Quinn 7      | Assist   | 8 Sedláková |
| Burdick 12   | Rimbalzi | 7 Sedláková |

| Arbitri: | Jelena Tomic Andrada Monika Csender Svetlana Stoyanova |

|            |          |            |
| Ivezić 14  | Punti    | 17 Rasheed |
| Ivezić 3   | Assist   |            |
| Burdick 17 | Rimbalzi | 10 Brewer  |

##### Girone di ritorno
| Arbitri: | Carole Delauné Özlem Yalman Milosav Kaludjerovic |

|                     |          |                |
| Burdick 15          | Punti    | 12 Butter      |
| Pastore 5           | Assist   | 3 L. Bettonvil |
| Achonwa, Burdick 10 | Rimbalzi | 8 J. Bettonvil |

| Arbitri: | Sergey Krug Karolina Andersson Gizella Viola Györgyi |

|              |          |            |
| Šujanová 18  | Punti    | 16 Pastore |
| Sedláková 4  | Assist   | 3 Quinn    |
| Sedláková 10 | Rimbalzi | 11 Burdick |

| Arbitri: | Milan Brziak Gennadi Ponomarev Borislav Peltekov |

|                  |          |            |
| Horti 16         | Punti    | 24 Achonwa |
| Czank 6          | Assist   | 4 Quinn    |
| Brewer, Szécsi 9 | Rimbalzi | 6 Ivezić   |

#### Ottavi di finale
| Arbitri: | Vladimir Tsekov Mathieu Bayot Jelena Smiljanic |

|            |          |              |
| Achonwa 19 | Punti    | 17 Meesseman |
|            | Assist   | 3 Gladkova   |
| Burdick 16 | Rimbalzi | 8 Musina     |

| Arbitri: | Gintaras Vitkauskas Gellert Kapitany Rain Peerandi |

|              |          |              |
| Vadeeva 20   | Punti    | 19 Petronytė |
| Ogun 4       | Assist   | 5 Carta      |
| Meesseman 10 | Rimbalzi | 5 Burdick    |

## Statistiche

### Statistiche di squadra
| Competizione | Punti | In casa | In casa | In casa | In casa | In casa | In trasferta | In trasferta | In trasferta | In trasferta | In trasferta | Totale | Totale | Totale | Totale | Totale | Totale |
| Competizione | Punti | G       | V       | P       | Ptf     | Pts     | G            | V            | P            | Ptf          | Pts          | G      | V      | P      | Ptf    | Pts    | Diff.  |
| ------------ | ----- | ------- | ------- | ------- | ------- | ------- | ------------ | ------------ | ------------ | ------------ | ------------ | ------ | ------ | ------ | ------ | ------ | ------ |
| Serie A1     | 24    | 12      | 7       | 5       | 814     | 777     | 14           | 5            | 9            | 894          | 976          | 26     | 12     | 14     | 1708   | 1753   | -45    |
| Play-off     |       | 1       | 0       | 1       | 55      | 76      | 1            | 1            | 0            | 60           | 43           | 2      | 1      | 1      | 115    | 119    | -4     |
| EuroCup      | 10    | 4       | 2       | 2       | 252     | 260     | 4            | 2            | 2            | 260          | 255          | 8      | 4      | 4      | 512    | 515    | -3     |
| Totale       | 34    | 17      | 9       | 8       | 1121    | 1113    | 19           | 8            | 11           | 1214         | 1274         | 36     | 17     | 19     | 2335   | 2387   | -52    |

### Statistiche delle giocatrici
- Campionato: stagione regolare e play-off

| Giocatrice              | Partite | Partite | Partite | Pun | Min. | Falli | Falli | Tiri da 2 | Tiri da 2 | Tiri da 2 | Tiri da 3 | Tiri da 3 | Tiri da 3 | Tiri Liberi | Tiri Liberi | Tiri Liberi | Rimbalzi | Rimbalzi | Rimbalzi | Stopp. | Stopp. | Palle | Palle | Ass | Val. | Val.   | A+dP |
| Giocatrice              | Pr      | PG      | SF      | Pun | Min. | C     | S     | R         | T         | %         | R         | T         | %         | R           | T           | %           | O        | D        | T        | D      | S      | P     | R     | Ass | Lega | OER    | A+dP |
| ----------------------- | ------- | ------- | ------- | --- | ---- | ----- | ----- | --------- | --------- | --------- | --------- | --------- | --------- | ----------- | ----------- | ----------- | -------- | -------- | -------- | ------ | ------ | ----- | ----- | --- | ---- | ------ | ---- |
| Gintarė Petronytė       | 22      | 22      | 22      | 430 | 756  | 50    | 146   | 140       | 228       | 61,4      | 9         | 21        | 42,9      | 123         | 152         | 80,9        | 81       | 140      | 221      | 29     | 6      | 55    | 41    | 19  | 646  | 111,41 | 5    |
| Cierra Burdick          | 27      | 26      | 23      | 312 | 864  | 52    | 68    | 123       | 285       | 43,2      | 6         | 24        | 25,0      | 48          | 61          | 78,7        | 59       | 202      | 261      | 8      | 9      | 83    | 44    | 37  | 393  | 69,04  | -2   |
| Noelle Quinn            | 26      | 26      | 25      | 287 | 958  | 34    | 54    | 83        | 185       | 44,9      | 28        | 77        | 36,4      | 37          | 48          | 77,1        | 17       | 144      | 161      | 4      | 2      | 57    | 49    | 70  | 370  | 84,50  | 62   |
| Sara Bocchetti          | 28      | 28      | 14      | 207 | 729  | 70    | 50    | 41        | 103       | 39,8      | 32        | 121       | 26,4      | 29          | 43          | 67,4        | 16       | 51       | 67       | 1      | 6      | 65    | 32    | 38  | 89   | 64,71  | 5    |
| Martina Fassina         | 28      | 27      | 23      | 150 | 820  | 69    | 29    | 45        | 124       | 36,3      | 11        | 69        | 15,9      | 27          | 30          | 90,0        | 19       | 70       | 89       | 8      | 1      | 52    | 27    | 36  | 77   | 56,71  | 11   |
| Natalie Achonwa         | 6       | 6       | 6       | 119 | 208  | 18    | 32    | 51        | 77        | 66,2      |           |           |           | 17          | 22          | 77,3        | 17       | 36       | 53       | 3      | 1      | 14    | 13    | 6   | 162  | 116,00 | 5    |
| Chiara Pastore          | 19      | 13      | 12      | 109 | 435  | 33    | 43    | 20        | 42        | 47,6      | 14        | 55        | 25,5      | 27          | 29          | 93,1        | 10       | 53       | 63       |        | 1      | 28    | 32    | 35  | 155  | 51,16  | 39   |
| Beatrice Carta          | 22      | 15      | 9       | 100 | 329  | 46    | 17    | 10        | 30        | 33,3      | 24        | 57        | 42,1      | 8           | 8           | 100,0       | 8        | 22       | 30       |        | 2      | 31    | 21    | 18  | 54   | 58,82  | 8    |
| Jelena Ivezić           | 3       | 3       | 3       | 56  | 106  | 9     | 7     | 20        | 28        | 71,4      | 3         | 9         | 33,3      | 7           | 7           | 100,0       | 5        | 11       | 16       |        |        | 12    | 5     | 4   | 53   | 107,33 | -3   |
| Silvia Ceccarelli       | 28      | 13      |         | 27  | 124  | 17    | 5     | 4         | 10        | 40,0      | 4         | 15        | 26,7      | 7           | 8           | 87,5        | 4        | 4        | 8        |        | 1      | 11    | 2     | 1   | -4   | 26,57  | -8   |
| Carolina Pappalardo     | 28      | 15      | 1       | 12  | 114  | 26    | 5     | 6         | 21        | 28,6      | 0         | 9         | 0,0       |             |             |             | 2        | 14       | 16       |        |        | 17    | 3     | 2   | -29  | 7,29   | -12  |
| Gabrielė Narvičiūtė     | 28      | 15      | 2       | 11  | 146  | 17    | 10    | 4         | 18        | 22,2      | 0         | 3         | 0,0       | 3           | 9           | 33,3        | 9        | 9        | 18       | 1      | 1      | 14    | 3     | 2   | -10  | 16,75  | -9   |
| Emanuela Pompea Moretti | 11      | 4       |         | 2   | 37   | 3     | 1     | 1         | 6         | 16,7      | 0         | 1         | 0,0       |             |             |             |          | 1        | 1        |        |        | 3     | 4     | 3   | -1   | 3,00   | 4    |
| Claudia Minichino       | 7       | 4       |         | 1   | 24   | 5     | 1     | 0         | 4         | 0,0       | 0         | 2         | 0,0       | 1           | 2           | 50,0        |          | 2        | 2        |        | 1      | 4     | 1     |     | -12  | 7,14   | -3   |
| Maria Giuseppone        | 2       |         |         |     |      |       |       |           |           |           |           |           |           |             |             |             |          |          |          |        |        |       |       |     |      | 0,00   |      |

- Eurocoppa: stagione regolare e play-off

| Giocatrice          | Partite | Partite | Partite | Pun | Min. | Falli | Falli | Tiri da 2 | Tiri da 2 | Tiri da 2 | Tiri da 3 | Tiri da 3 | Tiri da 3 | Tiri Liberi | Tiri Liberi | Tiri Liberi | Rimbalzi | Rimbalzi | Rimbalzi | Stopp. D | Palle | Palle | Ass |
| Giocatrice          | Pr      | PG      | SF      | Pun | Min. | C     | S     | R         | T         | %         | R         | T         | %         | R           | T           | %           | O        | D        | T        | Stopp. D | P     | R     | Ass |
| ------------------- | ------- | ------- | ------- | --- | ---- | ----- | ----- | --------- | --------- | --------- | --------- | --------- | --------- | ----------- | ----------- | ----------- | -------- | -------- | -------- | -------- | ----- | ----- | --- |
| Natalie Achonwa     | 8       | 8       | 4       | 98  | 195  | 16    | 35    | 34        | 66        | 51,5      | 1         | 2         | 50,0      | 27          | 39          | 69,2        | 19       | 36       | 55       | 2        | 24    | 8     | 7   |
| Jelena Ivezić       | 6       | 6       | 5       | 90  | 182  | 17    | 13    | 26        | 47        | 55,3      | 9         | 22        | 40,9      | 11          | 15          | 73,3        | 3        | 18       | 21       | 1        | 26    | 13    | 9   |
| Gintarė Petronytė   | 8       | 8       | 4       | 86  | 175  | 13    | 31    | 31        | 59        | 52,5      | 0         | 1         | 0,0       | 24          | 33          | 72,7        | 14       | 27       | 41       | 9        | 16    | 3     | 4   |
| Cierra Burdick      | 8       | 8       | 8       | 81  | 259  | 13    | 20    | 31        | 66        | 47,0      | 2         | 6         | 33,0      | 13          | 17          | 76,5        | 18       | 64       | 82       | 6        | 16    | 18    | 11  |
| Noelle Quinn        | 8       | 8       | 6       | 55  | 270  | 12    | 23    | 19        | 58        | 32,8      | 2         | 14        | 14,3      | 11          | 15          | 73,3        | 6        | 34       | 40       | 4        | 12    | 12    | 27  |
| Chiara Pastore      | 7       | 5       | 5       | 29  | 131  | 10    | 17    | 2         | 13        | 15,4      | 5         | 15        | 33,3      | 10          | 14          | 71,4        | 3        | 10       | 13       | 0        | 5     | 7     | 12  |
| Sara Bocchetti      | 8       | 7       | 1       | 26  | 124  | 11    | 11    | 5         | 14        | 35,7      | 4         | 17        | 23,5      | 4           | 6           | 66,7        | 5        | 2        | 7        | 0        | 7     | 3     | 3   |
| Beatrice Carta      | 5       | 3       |         | 25  | 65   | 8     | 4     | 4         | 9         | 44,4      | 5         | 12        | 41,7      | 2           | 2           | 100,0       | 1        | 4        | 5        | 1        | 7     | 2     | 8   |
| Martina Fassina     | 8       | 7       | 7       | 18  | 160  | 22    | 6     | 4         | 19        | 21,1      | 2         | 7         | 28,6      | 4           | 4           | 100,0       | 8        | 11       | 19       | 1        | 7     | 6     | 5   |
| Carolina Pappalardo | 8       | 2       |         | 2   | 10   | 2     | 0     | 1         | 1         | 100,0     | 0         | 1         | 0,0       |             |             |             | 1        | 0        | 1        |          |       |       |     |
| Gabrielė Narvičiūtė | 8       | 2       |         | 2   | 9    | 1     | 0     | 1         | 2         | 50,0      |           |           |           |             |             |             |          |          |          |          |       |       |     |
| Claudia Minichino   | 3       | 2       |         | 0   | 10   | 1     | 3     |           |           |           | 0         | 2         | 0,0       |             |             |             |          |          |          |          | 0     | 1     |     |
| Silvia Ceccarelli   | 8       | 3       |         | 0   | 10   | 2     | 1     |           |           |           |           |           |           |             |             |             | 0        | 1        | 1        |          | 3     | 0     |     |